# Wes Chowen
Wesley John "Wes" Chowen (nascido em 25 de maio de 1939) é um ex-ciclista olímpico estadunidense. Representou sua nação nos Jogos Olímpicos de Verão de 1960 e 1964.